# Pollestres
Pollestres es una pequeña localidad y comuna francesa, situada en el departamento de Pirineos Orientales, región de Languedoc-Rosellón y comarca histórica del Rosellón.
Sus habitantes reciben el gentilicio de pollestrencs en francés o pollestrí, pollestrina en catalán.

## Geografía

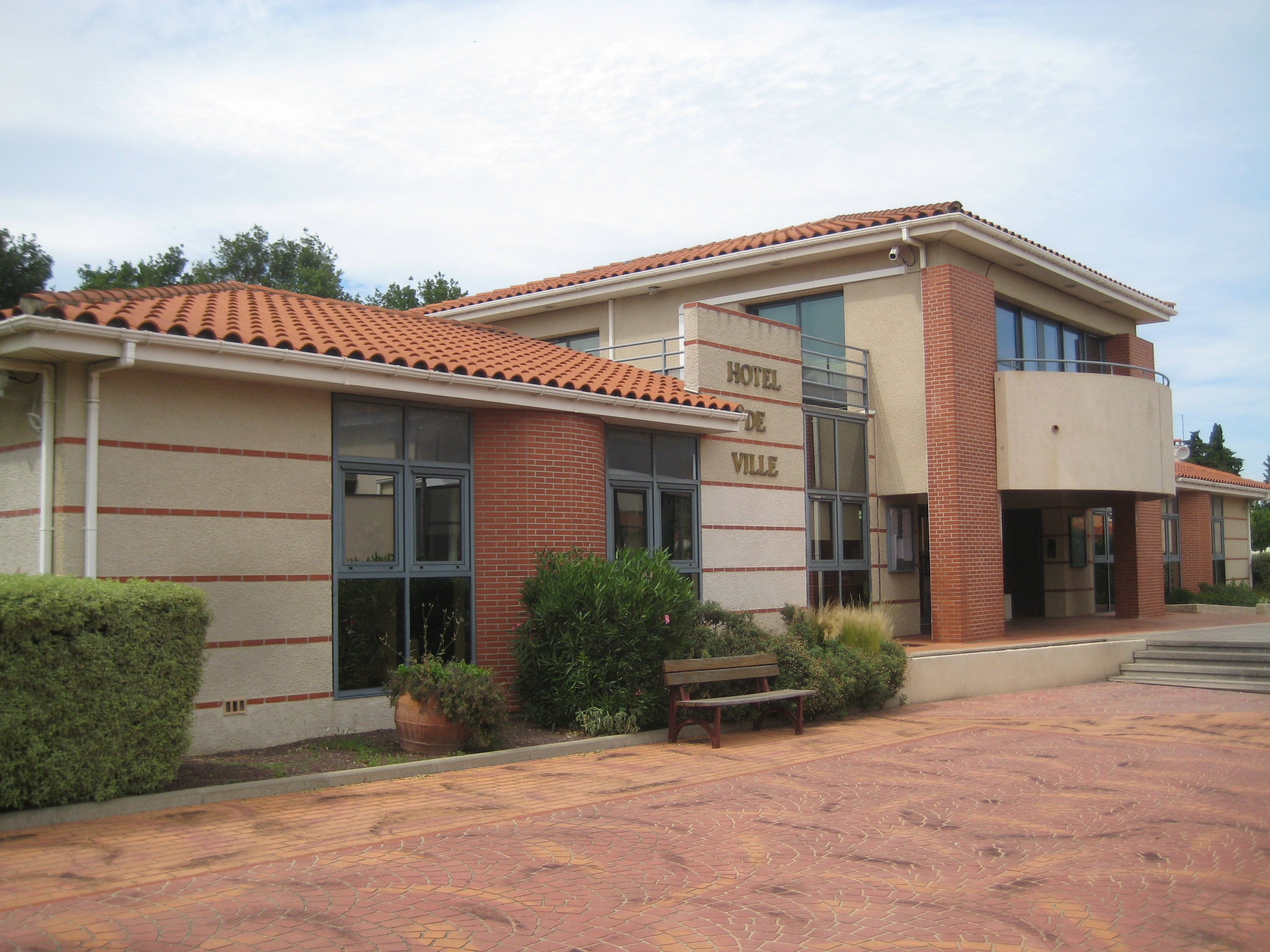
Alcaldía de Pollestres

La comuna de Pollestres se encuentra a 5,7 km de la ciudad de Perpiñán, la capital del departamento de los Pirineos Orientales. También se encuentra a 19 km del mar Mediterráneo y a 24 kilómetros de la frontera con España.

## Demografía
| 859 | 1006 | 1450 | 2433 | 3019 | 3623 |
| Para los censos de 1962 a 1999 la población legal corresponde a la población sin duplicidades (Fuente: INSEE [Consultar]) |      |      |      |      |      |

## Personalidades relacionadas con la comuna
- Alexandre Bernier, científico